# Ponte San Pietro
Ponte San Pietro – miejscowość i gmina we Włoszech, w regionie Lombardia, w prowincji Bergamo.
Według danych na styczeń 2009 gminę zamieszkiwały 11 352 osoby przy gęstości zaludnienia 2473 os./km².